# براندان برودريك
براندان برودريك (بالإنجليزية: Brendan Broderick)‏ هو كاتب سيناريو أمريكي، ولد في 1965.

## وصلات خارجية
- براندان برودريك على موقع IMDb (الإنجليزية)
- براندان برودريك على موقع ألو سيني (الفرنسية)
- براندان برودريك على موقع قاعدة بيانات الفيلم (الإنجليزية)
- براندان برودريك على موقع كينوبويسك (الروسية)